# Annie Krouwel-Vlam
Johanna Berendina (Annie) Krouwel-Vlam, née le 29 juin 1928 à Hengelo et morte le 5 septembre 2013 dans la même ville, est une femme politique néerlandaise.
Membre du Parti travailliste, elle siège aux États provinciaux pour l'Overijssel de 1968 à 1977, à la Seconde Chambre des États généraux de 1977 à 1979 et au Parlement européen de 1979 à 1984. 